# Domenico De Simone (cardinale)
Domenico De Simone (Benevento, 29 novembre 1768 – Roma, 9 novembre 1837) è stato un cardinale italiano.

## Biografia
Principe dell'Accademia degli Incolti nel 1787. Fu creato cardinale della Chiesa cattolica nel concistoro del 15 marzo 1830 da papa Pio VIII, e fu nominato cardinale-diacono di Sant'Angelo in Pescheria. Partecipò al conclave del 1830-1831, nel quale venne eletto Gregorio XVI. Morì il 9 novembre 1837.